# Joaquín García Pallasar
Joaquín García-Pallasar (Santa Cruz de Tenerife, 16 de junio de 1877 - f. Santa Cruz de Tenerife, 17 de mayo de 1960) fue un militar español.

## Biografía
Coronel de Artillería del Ejército de España, íntimo colaborador de Francisco Franco. Luchó en el bando sublevado con el grado de comandante. 
Fue presidente del Cabildo de Tenerife entre el 23 de julio de 1936 y el 3 de septiembre de 1936, siendo substituido por Anatolio Fuentes García.
Dejó el Cabildo para asumir la jefatura de Artillería del Cuartel General. Allí recibió la misión de dirigir la fabricación de material de guerra y la movilización de industrias civiles con ese fin. Concluida la Guerra, se le nombró director general de Industria y Material del Ejército hasta 1942, cuando fue nombrado Capitán General de la VI Región Militar. Pasó a la reserva en junio de 1943.
Recibió el Premio Daoiz de Artillería, el 2 de mayo de 1950, en la Academia de Artillería de Segovia.
El 1 de octubre de 1961, con carácter póstumo, Francisco Franco le concedió el título de I conde de Pallasar.
Una calle en la ciudad de su ciudad natal, Santa Cruz de Tenerife, en el populoso barrio de Ofra, lleva su nombre.
| Predecesor: Ignacio Llarena Monteverde | Presidente del Cabildo Insular de Tenerife 12 de mayo de 1930 - 27 de abril de 1931 | Sucesor: Maximino Acea Perdomo |